# Super Formula 2017
La stagione 2017 della Super Formula è stata la quarantacinquesima edizione del più importante campionato giapponese per vetture a ruote scoperte, la quinta con la denominazione di Super Formula. La serie è iniziata il 23 aprile ed è terminata il 24 ottobre, dopo 6 weekend di gare, per un totale di 7 gare. Era previsto anche un ultimo weekend di gare, da disputarsi sul Circuito di Suzuka tra il 21 e 22 ottobre, nel quale erano previste due corse, cancellato però per il maltempo. Il titolo è stato vinto dal pilota giapponese Hiroaki Ishiura, mentre il titolo tra le scuderie è stato vinto dalla P.mu/cerumo・INGING.

## La pre-stagione

### Calendario
La versione definitiva del calendario è stata resa nota il 9 dicembre 2016. L'ultimo weekend di gare, che prevedeva due prove da disputarsi a Suzuka, è stato cancellato per le avverse condizioni meteorologiche.
| Gara | Gara | Nome                             | Circuito            | Giri                       | Lunghezza                  | Data         |
| ---- | ---- | -------------------------------- | ------------------- | -------------------------- | -------------------------- | ------------ |
| 1    | 1    | NGK SPARK PLUG Suzuka 2 & 4 Race | Circuito di Suzuka  | 35                         | 35 x 5,807 km =203,245 km  | 23 aprile    |
| 2    | G1   |                                  | Circuito di Okayama | 30                         | 30 x 3,703 km = 111,090 km | 27 maggio    |
| 2    | G2   | 51                               | Circuito di Okayama | 51 x 3,703 km = 188,853 km | 28 maggio                  |              |
| 3    | 3    |                                  | Circuito del Fuji   | 55                         | 55 x 4,563 km = 250,965 km | 9 luglio     |
| 4    | 4    | Twin Ring Motegi 2&4 Race        | Twin Ring Motegi    | 52                         | 52 x 4,801 km = 249,652 km | 20 agosto    |
| 5    | 5    | Autopolis Super 2&4 Race         | Autopolis           | 54                         | 54 x 4,674 km = 252,396 km | 10 settembre |
| 6    | 6    |                                  | Sportsland SUGO     | 68                         | 68 x 3,704 km = 251,872 km | 24 settembre |
| 7    | G1   | JAF Grand Prix                   | Circuito di Suzuka  |                            | Cancellato                 | 22 ottobre   |
| 7    | G2   | JAF Grand Prix                   | Circuito di Suzuka  |                            | Cancellato                 | 22 ottobre   |

- Tutte le corse sono disputate in Giappone.

### Test
La prima sessione di test si tiene sul Circuito di Suzuka tra il 6 e il 7 marzo, la seconda sul Circuito del Fuji tra il 30 marzo e il primo aprile.
| Circuito           | Data      | Pilota più veloce      | Team  | Tempo    | Giri |
| ------------------ | --------- | ---------------------- | ----- | -------- | ---- |
| Circuito di Suzuka | 6 marzo   | André Lotterer         | TOM's | 1'35"657 | 34   |
| Circuito di Suzuka | 7 marzo   | André Lotterer         | TOM's | 1'35"136 | 25   |
| Circuito del Fuji  | 31 marzo  | João Paulo de Oliveira | TOM's | 1'22"122 | 37   |
| Circuito del Fuji  | 1º aprile | Ryō Hirakawa           | TOM's | 1'21"628 | 53   |

## Piloti e team
| Team                         | Motore        | No. | Piloti             | Gare  |
| ---------------------------- | ------------- | --- | ------------------ | ----- |
| P.mu/cerumo・INGING          | Toyota RI4A   | 1   | Yuji Kunimoto      | Tutte |
| P.mu/cerumo・INGING          | Toyota RI4A   | 2   | Hiroaki Ishiura    | Tutte |
| Kondō Racing                 | Toyota RI4A   | 3   | Nick Cassidy       | Tutte |
| Kondō Racing                 | Toyota RI4A   | 4   | Kenta Yamashita    | Tutte |
| SUNOCO Team LeMans           | Toyota RI4A   | 7   | Felix Rosenqvist   | Tutte |
| SUNOCO Team LeMans           | Toyota RI4A   | 8   | Kazuya Oshima      | Tutte |
| Real Racing                  | Honda HR-414E | 10  | Koudai Tsukakoshi  | Tutte |
| Team Mugen                   | Honda HR-414E | 15  | Pierre Gasly       | Tutte |
| Team Mugen                   | Honda HR-414E | 16  | Naoki Yamamoto     | Tutte |
| KCMG                         | Toyota RI4A   | 18  | Kamui Kobayashi    | Tutte |
| Itochu Enex Team Impul       | Toyota RI4A   | 19  | Yuhi Sekiguchi     | Tutte |
| Itochu Enex Team Impul       | Toyota RI4A   | 20  | Jann Mardenborough | Tutte |
| Vantelin Team Tom's          | Toyota RI4A   | 36  | André Lotterer     | Tutte |
| Vantelin Team Tom's          | Toyota RI4A   | 37  | Kazuki Nakajima    | Tutte |
| Docomo Team Dandelion Racing | Honda HR-414E | 40  | Tomoki Nojiri      | Tutte |
| Docomo Team Dandelion Racing | Honda HR-414E | 41  | Takuya Izawa       | Tutte |
| B-MAX Racing Team            | Honda HR-414E | 50  | Takashi Kogure     | Tutte |
| Nakajima Racing              | Honda HR-414E | 64  | Daisuke Nakajima   | Tutte |
| Nakajima Racing              | Honda HR-414E | 65  | Narain Karthikeyan | Tutte |

- Tutte le vetture sono Dallara SF14.

## Risultati e classifiche

### Risultati
| Gara | Gara | Circuito  | Tempo           | Velocità        | Pole Position   | GPV                | Vincitore       | Vettura         | Team                |
| ---- | ---- | --------- | --------------- | --------------- | --------------- | ------------------ | --------------- | --------------- | ------------------- |
| 1    | 1    | Suzuka    | 1h03'18"440     | 192,63 km/h     | Kazuki Nakajima | Koudai Tsukakoshi  | Kazuki Nakajima | Dallara-Toyota  | TOM'S               |
| 2    | G1   | Okayama   | 37'58"782       | 175,499 km/h    | Yuhi Sekiguchi  | Felix Rosenqvist   | André Lotterer  | Dallara-Toyota  | TOM'S               |
| 2    | G2   | Okayama   | 1h09'02"975     | 164,102 km/h    | Hiroaki Ishiura | Hiroaki Ishiura    | Yuhi Sekiguchi  | Dallara-Toyota  | Team Impul          |
| 3    | 3    | Fuji      | 1h20'09"046     | 187,642 km/h    | Yuji Kunimoto   | Felix Rosenqvist   | Hiroaki Ishiura | Dallara-Toyota  | P.mu/cerumo・INGING |
| 4    | 4    | Motegi    | 1h24'26"817     | 177,39 km/h     | Kenta Yamashita | Koudai Tsukakoshi  | Pierre Gasly    | Dallara-Honda   | Team Mugen          |
| 5    | 5    | Autopolis | 1h24'28"619     | 179,093 km/h    | Tomoki Nojiri   | Jann Mardenborough | Pierre Gasly    | Dallara-Honda   | Team Mugen          |
| 6    | 6    | Sugo      | 1h19'00"429     | 191,291 km/h    | Nick Cassidy    | Hiroaki Ishiura    | Yuhi Sekiguchi  | Dallara-Toyota  | Team Impul          |
| 7    | 7    | Suzuka    | Gara cancellata | Gara cancellata | Gara cancellata | Gara cancellata    | Gara cancellata | Gara cancellata | Gara cancellata     |

### Classifica piloti
I punti sono assegnati secondo lo schema seguente:
| Weekend 1, 3-6 | 10 | 8 | 6 | 5   | 4 | 3   | 2 | 1   | 1 |
| Weekend 2      | 5  | 4 | 3 | 2,5 | 2 | 1,5 | 1 | 0,5 | 1 |
| Weekend 7      | 8  | 4 | 3 | 2,5 | 2 | 1,5 | 1 | 0,5 | 1 |

| Pilota | Posizione          | S2&4 | OKA | OKA | FUJ | M2&4 | A2&4 | SUG | JAF | Punti |
| ------ | ------------------ | ---- | --- | --- | --- | ---- | ---- | --- | --- | ----- |
| 1      | Hiroaki Ishiura    | 4    | 8   | 2   | 1   | 4    | 4    | 6   | C   | 33,5  |
| 2      | Pierre Gasly       | 10   | 19  | 7   | 5   | 1    | 1    | 2   | C   | 33    |
| 3      | Felix Rosenqvist   | 11   | 12  | 4   | 2   | 3    | 2    | 5   | C   | 28,5  |
| 4      | Yuhi Sekiguchi     | 12   | 2   | 1   | 4   | 16   | 10   | 1   | C   | 25    |
| 5      | Kazuki Nakajima    | 1    | 9   | 18  | 7   | 11   | 6    | 3   | C   | 22    |
| 6      | André Lotterer     | 5    | 1   | 3   | 3   | 7    | Rit  | 10  | C   | 21    |
| 7      | Kamui Kobayashi    | 9    | 4   | 5   | 15  | 2    | 7    | 7   | C   | 16,5  |
| 8      | Yuji Kunimoto      | 3    | 10  | 9   | Rit | 15   | 5    | 4   | C   | 16    |
| 9      | Naoki Yamamoto     | 2    | 5   | 8   | Rit | 13   | 16   | 18  | C   | 10,5  |
| 10     | Nick Cassidy       | 17   | 3   | 11  | Rit | 5    | Rit  | 19  | C   | 7     |
| 11     | Kenta Yamashita    | 14   | 7   | 6   | Rit | 6    | 13   | 11  | C   | 6,5   |
| 12     | Kazuya Oshima      | Rit  | 15  | 12  | 12  | 10   | 3    | 15  | C   | 6     |
| 13     | Takuya Izawa       | 8    | 14  | Rit | 6   | Rit  | 15   | 8   | C   | 5     |
| 14     | Jann Mardenborough | 18   | 6   | 17  | 8   | 14   | 8    | 9   | C   | 4,5   |
| 15     | Koudai Tsukakoshi  | 6    | 11  | 16  | 9   | 9    | 9    | 16  | C   | 3     |
| 16     | Daisuke Nakajima   | 7    | 16  | 14  | 11  | 12   | 11   | 17  | C   | 2     |
| 17     | Tomoki Nojiri      | 16   | 13  | 10  | 10  | 8    | 14   | 12  | C   | 2     |
| 18     | Takashi Kogure     | 15   | 18  | 15  | 13  | 17   | 12   | 14  | C   | 0     |
| 19     | Narain Karthikeyan | 13   | 17  | 13  | 14  | Rit  | Rit  | 13  | C   | 0     |
| Pos    | Pilota             | S2&4 | OKA | OKA | FUJ | M2&4 | A2&4 | SUG | JAF | Punti |

| Colore  | Risultato             |
| ------- | --------------------- |
| Oro     | Vincitore             |
| Argento | 2º posto              |
| Bronzo  | 3º posto              |
| Verde   | Finito a punti        |
| Blu     | Finito senza punti    |
| Viola   | Ritirato (Rit)        |
| Viola   | Non classificato (NC) |
| Rosso   | Non qualificato (NQ)  |
| Nero    | Squalificato (SQ)     |
| Bianco  | Non partito (NP)      |
| Bianco  | Non ha gareggiato     |
| Bianco  | Infortunato (INF)     |
| Bianco  | Escluso (ES)          |
| Bianco  | Gara cancellata (C)   |

### Classifica scuderie
| Pos. | Team                         | Nr. | S2&4 | OKA | OKA | FUJ | M2&4 | A2&4 | SUG | JAF | Punti |
| ---- | ---------------------------- | --- | ---- | --- | --- | --- | ---- | ---- | --- | --- | ----- |
| 1    | P.mu/cerumo・INGING          | 1   | 3    | 10  | 9   | Rit | 15   | 5    | 4   | C   | 47,5  |
| 1    | P.mu/cerumo・INGING          | 2   | 4    | 8   | 2   | 1   | 4    | 4    | 6   | C   | 47,5  |
| 2    | Team Mugen                   | 15  | 10   | 19  | 7   | 5   | 1    | 1    | 2   | C   | 43,5  |
| 2    | Team Mugen                   | 16  | 2    | 5   | 8   | Rit | 13   | Rit  | 18  | C   | 43,5  |
| 3    | Vantelin Team TOM's          | 36  | 5    | 1   | 3   | 3   | 7    | Rit  | 10  | C   | 41    |
| 3    | Vantelin Team TOM's          | 37  | 1    | 9   | 18  | 7   | 11   | 6    | 3   | C   | 41    |
| 4    | SUNOCO Team LeMans           | 7   | 11   | 12  | 4   | 2   | 3    | 2    | 5   | C   | 34,5  |
| 4    | SUNOCO Team LeMans           | 8   | Rit  | 15  | 12  | 12  | 10   | 3    | 15  | C   | 34,5  |
| 5    | ITOCHU ENEX Team Impul       | 19  | 12   | 2   | 1   | 4   | 16   | 10   | 1   | C   | 27,5  |
| 5    | ITOCHU ENEX Team Impul       | 20  | 18   | 6   | 17  | 8   | 14   | 8    | 17  | C   | 27,5  |
| 6    | KCMG                         | 18  | 9    | 4   | 5   | 15  | 2    | 7    | 7   | C   | 16,5  |
| 7    | Kondo Racing                 | 3   | 17   | 3   | 11  | Rit | 5    | Rit  | 19  | C   | 12,5  |
| 7    | Kondo Racing                 | 4   | 14   | 7   | 6   | Rit | 6    | 13   | 11  | C   | 12,5  |
| 8    | DOCOMO Team Dandelion Racing | 40  | 16   | 13  | 10  | 10  | 8    | 14   | 12  | C   | 6     |
| 8    | DOCOMO Team Dandelion Racing | 41  | 8    | 14  | Rit | 6   | Rit  | 15   | 8   | C   | 6     |
| 9    | Real Racing                  | 10  | 6    | 11  | 16  | 9   | 9    | 9    | 16  | C   | 3     |
| 10   | TCS Nakajima Racing          | 64  | 7    | 16  | 14  | 11  | 12   | 11   | 17  | C   | 2     |
| 10   | TCS Nakajima Racing          | 65  | 13   | 17  | 13  | 14  | Rit  | Rit  | 13  | C   | 2     |
| 11   | B-MAX Racing Team            | 50  | 15   | 18  | 15  | 13  | 17   | 12   | 14  | C   | 0     |
| Pos. | Team                         | Nr. | S2&4 | OKA | OKA | FUJ | M2&4 | A2&4 | SUG | JAF | Punti |

| Colore  | Risultato             |
| ------- | --------------------- |
| Oro     | Vincitore             |
| Argento | 2º posto              |
| Bronzo  | 3º posto              |
| Verde   | Finito a punti        |
| Blu     | Finito senza punti    |
| Viola   | Ritirato (Rit)        |
| Viola   | Non classificato (NC) |
| Rosso   | Non qualificato (NQ)  |
| Nero    | Squalificato (SQ)     |
| Bianco  | Non partito (NP)      |
| Bianco  | Non ha gareggiato     |
| Bianco  | Infortunato (INF)     |
| Bianco  | Escluso (ES)          |
| Bianco  | Gara cancellata (C)   |

## Test post-stagionali
Il Circuito di Suzuka ha ospitato i test post stagionali, tra il 6 e 7 dicembre.
| Circuito           | Data       | Pilota più veloce | Team       | Tempo    | Giri |
| ------------------ | ---------- | ----------------- | ---------- | -------- | ---- |
| Circuito di Suzuka | 6 dicembre | Yuhi Sekiguchi    | Team Impul | 1'35"717 |      |
| Circuito di Suzuka | 7 dicembre | Kazuki Nakajima   | TOM's      | 1'36"089 |      |